# Nazionale maschile di pallavolo della Bolivia
La nazionale di pallavolo maschile della Bolivia è una squadra sudamericana composta dai migliori giocatori di pallavolo della Bolivia ed è posta sotto l'egida della Federazione pallavolistica della Bolivia.

## Risultati

### Competizioni CSV
| 1951 | non qualificata | -            |
| 1956 | non qualificata | -            |
| 1958 | non qualificata | -            |
| 1961 | non qualificata | -            |
| 1962 | non qualificata | -            |
| 1964 | non qualificata | -            |
| 1967 | non qualificata | -            |
| 1969 | non qualificata | -            |
| 1971 | 8º posto        | Convocazioni |
| 1973 | non qualificata | -            |
| 1975 | non qualificata | -            |
| 1977 | 6º posto        | Convocazioni |
| 1979 | non qualificata | -            |
| 1981 | non qualificata | -            |
| 1983 | non qualificata | -            |
| 1985 | non qualificata | -            |
| 1987 | non qualificata | -            |
| 1989 | non qualificata | -            |
| 1991 | non qualificata | -            |
| 1993 | non qualificata | -            |
| 1995 | 5º posto        | Convocazioni |
| 1997 | non qualificata | -            |
| 1999 | 9º posto        | Convocazioni |
| 2001 | non qualificata | -            |
| 2003 | non qualificata | -            |
| 2005 | non qualificata | -            |
| 2007 | non qualificata | -            |
| 2009 | non qualificata | -            |
| 2011 | non qualificata | -            |
| 2013 | non qualificata | -            |
| 2015 | non qualificata | -            |
| 2017 | non qualificata | -            |
| 2019 | 8º posto        | Convocazioni |
| 2021 | non qualificata | -            |
| 2023 | non qualificata | -            |

### Competizioni zonali
| 1978 | 2º posto        | Convocazioni |
| 1982 | non qualificata | -            |
| 2010 | non qualificata | -            |
| 2014 | non qualificata | -            |
| 2018 | 6º posto        | Convocazioni |
| 2022 | 5º posto        | Convocazioni |